# Cit (Indonesië)
Cit is een bestuurslaag in het regentschap Bangka van de provincie Bangka-Belitung, Indonesië. Cit telt 4511 inwoners (volkstelling 2010).